# Liste der Johannes-Nepomuk-Darstellungen im Bezirk Wiener Neustadt-Land
Der 1729 heiliggesprochene Johannes Nepomuk gilt nach Maria und Josef als der am dritthäufigsten dargestellte Heilige in Österreich. An mehreren Standorten gibt es Johannes-Nepomuk-Darstellungen im Bezirk Wiener Neustadt-Land.
Erst nach Böhmen, aber noch vor dessen Selig- oder Heiligsprechung, setzte in Niederösterreich jene Verehrung Johannes Nepomuks ein, die sich in Form von Statuen und Bildern dokumentiert.

## Standorte
| Foto |                 | Objekt                                                         | Standort                      | Künstler | Baujahr | Beschreibung |
| ---- | --------------- | -------------------------------------------------------------- | ----------------------------- | -------- | ------- | --- |
| ja   | Datei hochladen | Statue Johannes Nepomuk                                        | Bad Erlach ·                  |          |         | Bei der in der Ortsmitte von Erlach gelegenen Brücke steht eine Statue Johannes Nepomuks aus der Mitte des 18. Jahrhunderts. |
| ja   | Datei hochladen | Statue Johannes Nepomuk HERIS-ID: 29878 Objekt-ID: 26544       | Bad Fischau ·                 |          |         | In der Mauernische eines Hauses in der Wiener Neustädterstraße von Bad Fischau stand eine Statue Johannes Nepomuks aus dem 18. Jahrhundert. Die Statue steht unter Denkmalschutz. Das Haus wurde 2019/20 abgerissen, der Verbleib der Statue ist unklar. |
|      | Datei hochladen | Statue Johannes Nepomuk                                        | Bromberg                      |          |         | An der Langhauswand der Pfarrkirche von Bromberg befindet sich eine Statue Johannes Nepomuks aus dem zweiten Viertel des 18. Jahrhunderts. |
| ja   | Datei hochladen | Statue Johannes Nepomuk                                        | Brunn an der Schneebergbahn · |          |         | In der Brunner Hauptstraße steht eine Statue Johannes Nepomuks aus der zweiten Hälfte des 18. Jahrhunderts |
| ja   | Datei hochladen | Statue Johannes Nepomuk                                        | Ebenfurth ·                   |          |         | In der Pfarrkirche von Ebenfurth befindet sich eine Darstellung Johannes Nepomuks aus der zweiten Hälfte des 18. Jahrhunderts als Konsolfigur. |
| ja   | Datei hochladen | Statue Johannes Nepomuk                                        | Ebenfurth ·                   |          |         | Bei der Brücke über die Fischa in Ebenfurth steht eine Statue Johannes Nepomuks aus dem dritten Viertel des 18. Jahrhunderts. |
| ja   | Datei hochladen | Statue Johannes Nepomuk HERIS-ID: 30647 Objekt-ID: 27400       | Eggendorf ·                   |          |         | Vor der Kirche von Eggendorf steht eine Statue Johannes Nepomuks aus der Mitte des 18. Jahrhunderts. |
| ja   | Datei hochladen | Statue Johannes Nepomuk HERIS-ID: 30646 Objekt-ID: 27399       | Eggendorf ·                   |          |         | An der Kreuzkapelle am südlichen Ortseingang von Eggendorf befindet sich eine Statue Johannes Nepomuks, die mit 1738 datiert ist. |
| ja   | Datei hochladen | Statue Johannes Nepomuk                                        | Eichbüchl ·                   |          | 1726    | In der Kapelle am Fuß des Schlossbergs von Eichbüchl befindet sich eine Nischenfigur Johannes Nepomuks aus dem Jahr 1726. |
| ja   | Datei hochladen | Statue Johannes Nepomuk                                        | Frohsdorf ·                   |          | 1747    | Bei der Tormauer von Haus Wiener Neustädter Straße 37 steht eine 1900 errichtete Kapelle mit einer Johannes-Nepomuk-Statue aus dem Jahr 1747. |
|      | Datei hochladen | Statue Johannes Nepomuk                                        | Gschait                       |          |         | In der Filial- und Wallfahrtskirche von Gschaidt befindet sich eine Statue Johannes Nepomuks aus der ersten Hälfte des 18. Jahrhunderts. |
| ja   | Datei hochladen | Statue Johannes Nepomuk HERIS-ID: 29969 Objekt-ID: 26649       | Gutenstein ·                  |          |         | Bei der Brücke nächst der Pfarrkirche Gutenstein befindet sich die denkmalgeschützte Johannes-Nepomuk-Kapelle |
|      | Datei hochladen | Statue Johannes Nepomuk                                        | Hollenthon                    |          |         | Über den Opfergangsportalen des Hochaltars der Pfarrkirche von Hollenthon befinden sich Statuen der heiligen Johannes Evangelist und Johannes Nepomuk aus der Mitte des 18. Jahrhunderts.                                                                |
|      | Datei hochladen | Statue Johannes Nepomuk                                        | Katzelsdorf                   |          | 1773    | In der nördlichen Seitenkapelle der Pfarrkirche von Katzelsdorf befindet sich ein mit Carl Auerbach und 1773 bezeichnetes Altarbild Johannes Nepomuks.                                                                                                   |
| ja   | Datei hochladen | Statue Johannes Nepomuk                                        | Katzelsdorf ·                 |          |         | In der Turmkapelle der Laurenzkirche befinden sich Statuen der heiligen Dominikus und Johannes Nepomuk aus der Mitte des 18. Jahrhunderts. |
| ja   | Datei hochladen | Statue Johannes Nepomuk                                        | Katzelsdorf ·                 |          |         | In der Hauptstraße von Katzelsdorf am Eingang zum Gemeindeamt steht eine Statue Johannes Nepomuks aus der zweiten Hälfte des 18. Jahrhunderts. |
| ja   | Datei hochladen | Statue Johannes Nepomuk HERIS-ID: 30171 Objekt-ID: 26904       | Katzelsdorf ·                 |          | ~1730   | Bei der Brücke über die Leitha im Zuge der Mühlgasse in Katzelsdorf steht eine um 1730 errichtete Johannes-Nepomuk-Kapelle mit einer Statue des Heiligen.                                                                                                |
|      | Datei hochladen | Statue Johannes Nepomuk                                        | Krumbach                      |          | 1719    | Über den Opfergangsportalen des aus dem Jahr 1719 stammenden Hochaltars der Pfarrkirche von Krumbach befinden sich Statuen der heiligen Judas Thaddäus und Johannes Nepomuk                                                                              |
| BW   | Datei hochladen | Statue Johannes Nepomuk                                        | Krumbach ·                    |          | 1754    | Bei der Kreuzung Marktstraße / Tiefenbachstraße steht eine Statue Johannes Nepomuks mit einem Chronogramm aus dem Jahr 1754. |
| BW   | Datei hochladen | Statue Johannes Nepomuk                                        | Krumbach ·                    |          |         | Bei der Abzweigung zum Schloss Krumbach steht ein Nischenbreitpfeiler mit einer Statue Johannes Nepomuks aus dem dritten Viertel des 18. Jahrhunderts.                                                                                                   |
|      | Datei hochladen | Statue Johannes Nepomuk                                        | Lichtenegg                    |          |         | Auf dem Hochaltar der Pfarrkirche von Lichtenegg befindet sich ein Auszugsbild Johannes Nepomuks mit zwei Engeln. |
| ja   | Datei hochladen | Statue Johannes Nepomuk HERIS-ID: 14325 Objekt-ID: 10559       | Lichtenwörth ·                |          |         | Die Statue Johannes Nepomuks aus der Mitte des 18. Jahrhunderts stand ursprünglich am Zillingdorfer Weg in Wiener Neustadt und wurde wenige hundert Meter zur Hofer-Mühle in Lichtenwörth versetzt.                                                      |
| ja   | Datei hochladen | Gemälde Johannes Nepomuk                                       | Mariahilfberg ·               |          | 1768    | An einem Seitenaltar der Langhausnordseite in der Wallfahrtskirche Mariahilfberg, Gutenstein, befindet sich dein Gemälde des hl. Johannes Nepomuk von Sebastian Geringer vom Jahr 1768.                                                                  |
| BW   | Datei hochladen | Statue Johannes Nepomuk                                        | Markt Piesting ·              |          |         | In der Meitzgasse in Markt Piesting steht eine Wegkapelle aus der Mitte des 18. Jahrhunderts mit einer Statue Johannes Nepomuks. |
|      | Datei hochladen | Statue Johannes Nepomuk                                        | Muggendorf                    |          |         | In einer Nische im Haus Muggendorf 9 befindet sich eine Statue Johannes Nepomuks aus dem Ende des 18. Jahrhunderts. |
| ja   | Datei hochladen | Statue Johannes Nepomuk HERIS-ID: 30429 Objekt-ID: 27174       | Pernitz ·                     |          |         | In Pernitz steht an der Brücke im Zuge der Hauptstraße eine Statue Johannes Nepomuks aus der Mitte des 18. Jahrhunderts. |
| ja   | Datei hochladen | Statue Johannes Nepomuk HERIS-ID: 30448 Objekt-ID: 27193       | Schwarzenbach ·               |          | 1763    | Vor der Kirche von Schwarzenbach steht eine Statue Johannes Nepomuks aus dem Jahr 1763. |
| ja   | Datei hochladen | Statue Johannes Nepomuk                                        | Sollenau ·                    |          | 1732    | Vor der Pfarrkirche von Sollenau steht eine Statue Johannes Nepomuks aus dem Jahr 1732. |
|      | Datei hochladen | Statue Johannes Nepomuk                                        | Steinabrückl                  |          |         | In der Kirchengasse von Steinabrückl befindet sich eine Wegkapelle mit einer Statue Johannes Nepomuks aus dem dritten Viertel des 18. Jahrhunderts. |
| ja   | Datei hochladen | Altarfigur Johannes Nepomuk                                    | Stollhof ·                    |          |         | In der Ortskapelle von Stollhof befindet sich eine Statue Johannes Nepomuks. |
| ja   | Datei hochladen | Statue Johannes Nepomuk HERIS-ID: 30506 Objekt-ID: 27256       | Theresienfeld ·               |          |         | Bei der Tirolerbachbrücke beim südlichen Ortsausgang von Theresienfeld steht eine Statue Johannes Nepomuks aus dem Ende des 18. Jahrhunderts. |
|      | Datei hochladen | Statue Johannes Nepomuk                                        | Ungerbach                     |          |         | In der Kirche von Ungerbach befindet sich eine Darstellung Johannes Nepomuks als Seitenfigur. |
| ja   | Datei hochladen | Nischenfigur Johannes Nepomuk HERIS-ID: 30390 Objekt-ID: 27134 | Walpersbach ·                 |          |         | An der Kirche in einer Nische über dem Eingang befindliche Statue Johannes Nepomuks. |
| ja   | Datei hochladen | Statue Johannes Nepomuk HERIS-ID: 30398 Objekt-ID: 27142       | Weikersdorf am Steinfelde ·   |          |         | In Weikersdorf am Steinfelde steht nahe Hauptstraße 39 eine Statue Johannes Nepomuks aus der zweiten Hälfte des 18. Jahrhunderts. |
| ja   | Datei hochladen | Statue Johannes Nepomuk HERIS-ID: 30629 Objekt-ID: 27382       | Steinabrückl ·                |          |         | Bei der Brücke über die Piesting in Wöllersdorf steht eine Johannes Nepomuk geweihte Wegkapelle mit einer aus der Mitte des 18. Jahrhunderts stammenden Statue Johannes Nepomuks.                                                                        |
|      | Datei hochladen | Statue Johannes Nepomuk                                        | Steinabrückl                  |          |         | Im Oratorium der Pfarrkirche von Wöllersdorf befindet sich ein aus dem Anfang des 18. Jahrhunderts stammendes Gemälde Johannes Nepomuks. |
|      | Datei hochladen | Statue Johannes Nepomuk                                        | Zillingdorf                   |          | 1873    | Auf dem rechten Seitenaltar der Pfarrkirche von Zillingdorf befindet sich eine Darstellung Johannes Nepomuks aus dem Jahr 1873 als Seitenfigur. |